# Педагогический институт Иркутского государственного университета
Педагогический институт Иркутского государственного университета (ПИ ИГУ) — институт педагогического направления, в составе Иркутского государственного университета, расположен в городе Иркутске.

## Названия
За свою историю Педагогический институт Иркутского государственного университета неоднократно менял своё название.
- 1909 — Иркутский учительский институт
- 1918 — Восточно-Сибирский институт народного образования
- 1921 — Педагогический факультет Иркутского государственного университета
- 1931 — Иркутский государственный педагогический институт
- 1997 — Иркутский государственный педагогический университет
- 2009 — Восточно-Сибирская государственная академия образования
- 2014 — Педагогический институт Иркутского государственного университета

## История
27 ноября 2008 года Иркутский государственный педагогический университет получил сертификат о присвоении его имени малой планете Солнечной системы N 2585. Астероид Ирпедина (Иркутский педагогический институт) был открыт выпускниками вуза — Николаем и Людмилой Черных — 21 июля 1979 года, имя утверждено в 1984 году Международным астрономическим союзом.
В 2013 году Министерство образования и науки РФ издало приказ о реорганизации вуза путём присоединения к Иркутскому государственному университету Восточно-Сибирской государственной академии образования в качестве структурного подразделения.

## Руководители
- 1909—1913 — Жданов, Пётр Николаевич (директор)
- 1913—1916 — Тереховский, Павел Михайлович (директор)
- 1917—1920 — Ремезов, Александр Михайлович (директор)
- 1920—1923 — Рубинштейн, Моисей Матвеевич (ректор, декан)
- 1923—1931 — Одинцов, М.В. (декан)
- 1931—1932 — Обичкин, Г.Д. (?)
- 1932—1933 — Хан Менше, А.А. (?)
- 1933—1937 — Воскресенский, Н.Н. (?)
- 1937             — Александров, Аршак Семёнович (?)
- 1937—1939 — Зотов, А.Ф. (?)
- 1939—1961 — Прозоровский, Николай Григорьевич (ректор)
- 1961—1978 — Буравихин, Виктор Анатольевич (ректор)
- 1978—1985 — Русов, Глеб Иванович (ректор)
- 1985—?       — Серебряников, А.М. (ректор)
- ?—1990 — Кичатинов, Леонид Петрович (ректор)
- 1990—1994 — Кутищев, Николай Егорович (ректор)
- 1994             — Волокитин Степан Степанович (и. о. ректора)
- 1994—1995 — Афонин, Валерий Петрович (ректор)
- 1995—2011 — Гаврилюк, Александр Викторович (ректор)
- 2011—2012 — Федотова, Елена Леонидовна (и. о. ректора)
- 2012—2014 — Перязев, Николай Алексеевич (ректор, директор)
- 2014—         — Семиров, Александр Владимирович (директор)[5]

## Структура

### Отделения
- Отделение гуманитарно-эстетического образования (ОГЭО)
- Отделение физико-математического, естественнонаучного и технологического образования (ФМЕНИТО)
- Отделение педагогического, социального и специального образования (ОПСИСПО)

#### Кафедры отделения гуманитарно-эстетического образования:[6]
- Кафедра филологии и методики
- Кафедра иностранных языков и лингводидактики
- Кафедра истории и методики
- Кафедра социально-экономических дисциплин
- Кафедра музыкального образования
- Кафедра изобразительного искусства и методики
- Кафедра психологии образования и развития личности

#### Кафедры отделения физико-математического, естественнонаучного и технологического образования
- Кафедра математики и методики обучения математике
- Кафедра информатики и методики обучения информатике
- Кафедра физики
- Кафедра естественнонаучных дисциплин
- Кафедра географии, безопасности жизнедеятельности и методики
- Кафедра технологий, предпринимательства и методик их преподавания

#### Кафедры отделения педагогического, социального и специального образования
- Кафедра психологии и педагогики начального образования
- Кафедра психологии и педагогики дошкольного образования
- Кафедра социальной педагогики и психологии
- Кафедра педагогики
- Кафедра физкультурно-спортивных и медико-биологических дисциплин
- Кафедра комплексной коррекции нарушений детского развития
- Кафедра теории и практик специального обучения и воспитания

## Известные выпускники
- Дулов, Александр Иванович (1918—2005) — доктор исторических наук, профессор; участник обороны Москвы, командовал стрелковым взводом, младший лейтенант.
- Дулов, Всеволод Иванович — доктор исторических наук, профессор, лауреат Государственной премии СССР.
- Мисюркеев, Иван Васильевич — математик, профессор.
- Рождественский, Игнатий Дмитриевич — поэт.
- Черных, Людмила Ивановна – астроном.
- Шестакова, Юлия Алексеевна — писательница.